# Pradlisko
Pradlisko je místní část obce Ludkovice. Leží v údolí mezi Zlínem (13 km) a Luhačovicemi (6 km), přibližně 17 km severně od Uherského Brodu. Nachází se v nadmořské výšce 290–337 m. Pradlisko na východě hraničí s katastrem obce Podhradí a Pozlovice, na západě s Ludkovicemi, na jihu s Řetechovem (místní část Luhačovic) a na severu s Provodovem. Vesnice se rozkládá okolo Ludkovického potoka (který se ještě v 30. letech 20. století jmenoval Černý potok), nad vodní nádrží Ludkovice a je na území Luhačovského Zálesí, národopisné podoblasti Slovácka. V osadě se nachází sirovodíkový pramen, o kterém se první zmínil v literatuře František Josef Schwoy (Franz Joseph Schwoy, Topographie vom Markgrafthum Mähren I, Wien 1793). Později jej uváděl Heindrich (1835), Pluskal (1847), Schubert (1915). Remeš (1929) uvádí chemické rozbory, vztahující se k sirnému pramenu v Luhačovicích.

## Historie
Poprvé se Pradlisko připomíná v roce 1594 v Urbáři světlovském. Místní jméno údajně vzniklo z nářečního tvaru „pradlisko“ – místo na potoce kde se pere (prádlo z hradu Starý Světlov, nebo z hradu Rýsov, příp. ovčí vlna). Pozemková kniha existuje od roku 1782. Podle tereziánského katastru mělo Pradlisko 145 měřic (1 měřice = cca 1918 m²) a 3 achtle (1 achtel = cca 240 m²) orné půdy, 2 měřice a 4 achtle zahrad a výnos z luk činil 15 3/4 fůry sena.
Elektrický proud byl do osady zaveden v roce 1942. V letech 1932 až 1946 působil spolek Družina katolických zemědělců. Sbor dobrovolných hasičů byl založen v roce 1941 a svou činnost ukončil v roce 1951 (pod obcí Řetechov). Samostatná činnost Sboru dobrovolných hasičů se datuje od roku 1955. Pradlisko má Obecní úřad v Ludkovicích, matriku v Luhačovicích, pošta sídlí v Biskupicích. Do roku 1958 patřila osada do farnosti Pozlovice (včetně hřbitova). Od roku 1958 spadá do farnosti Provodov. Železniční spojení s okolím není, pouze autobusového. Mateřská škola ani základní zde není. Zhruba do poloviny 20. století zde fungovaly dva vodní mlýny (Hrbáčkůj a Machalůj), obchod a trafika. Do roku 1977 zde byla v provozu vyhlášená pálenice na ovocné destiláty. V roce 1988 byla dokončena podstatná přestavba hasičské zbrojnice, včetně zřízení společenské místnosti. V roce 1997 byly hasičská zbrojnice a nová zvonička slavnostně vysvěceny. Od roku 2013 se v osadě každoročně koná oblíbené Setkání rodáků.
Pradlisko osvobodila rumunská armáda 2. 5. 1945. (zdroj V. Nekuda – Zlínsko 1995). V letech 2009 – 2011 byla provedena rozsáhlá rekonstrukce silnice (investice v hodnotě 87 mil. Kč) z Ludkovic do Provodova přes obec Pradlisko z důvodu zvýšení ochrany zdroje pitné vody – Ludkovické přehrady. V roce 2024 byly v okolí hasičské zbrojnice provedeny terénní úpravy pro zlepšení komfortu při popřádání společenských akcí. V srpnu 2025 byl v horní části osady vybudován vysílač mobilního signálu.
Pradlisko bylo od roku 1850 do roku 1976 osadou obce Řetechov, od roku 1976 součástí Luhačovic a od roku 1980 je místní částí obce Ludkovice.
| Rok            | 1834 | 1869 | 1880 | 1890 | 1900 | 1910 | 1921 | 1930 | 1950 | 1961 | 1970 | 1980 | 1991 | 2001 | 2010 | 2015 | 2025 |
| -------------- | ---- | ---- | ---- | ---- | ---- | ---- | ---- | ---- | ---- | ---- | ---- | ---- | ---- | ---- | ---- | ---- | ---- |
| Počet obyvatel | 125  | 134  | 159  | 133  | 149  | 136  | 135  | 133  | 121  | 145  | 111  | 110  | 83   | 74   | 69   | 70   | 72   |
| Počet domů     | 26   | 31   | 35   | 28   | 26   | 26   | 25   | 25   | 23   | 24   | 24   | 25   | 28   | 27   | 27   | 27   | 27   |

## Názvy místních tratí
Aleje, Dolní humno, Drašky, Hájek, Hluboká, Horní stráň, Huťka, Jačmeniska, Jarošky, Kopanica, Láz, Lůčky, Lysá, Malíní, Michalky, Na Drahách, Na dudovém kopci, Na močáře, Na rolí, Na rovině, Oberský, Panské, Paseka, Pavlůnov, Podevsů, Pod Petrůňovů, Příčky, Radějůvka, Rajčula, Rýsov, Sirčena, Skalky, Slatiny, Stráně, Strhliny, Studničné, U čerťáka, U Františka, U chat, U jezírek, U kapličky, U myslivecké chaty, U obrázka, U sirčeny, U skaly, Včelínek, V kuchyňách, Záhrušové, Záhumení, Záhumenica, Za humny, Zákopanice, Za potokem, Žleb

## Pamětihodnosti a zajímavá místa v okolí
- Poutní kostel Panny Marie Sněžné z r. 1750 asi 2 km od osady, na poutním místě zvaném Malenisko. Poblíž je pramen a od kostela vede křížová cesta na vrchol hřebene.
- Sirný minerální pramen v obci (místními zvaná Sirčena)
- Zřícenina hradu Rýsov.
- Zřícenina hradu Starý Světlov.
- Nedaleko obce se nachází přírodní památka Čertův kámen.
- Nad obcí se tyčí kopec Oberský, kde byly v okolí objeveny stopy pravěkého osídlení.
- Vodní nádrž Ludkovice asi 1 km jižně od vesnice
- Socha Svatého Františka Saleského asi 1 km severně od vesnice.

## Osobnosti
Rodáci
- Jan Slovák

Osobnosti z okolí
- Tomáš Baťa
- František Müller
- Jan Antonín Pitínský

## Fotogalerie

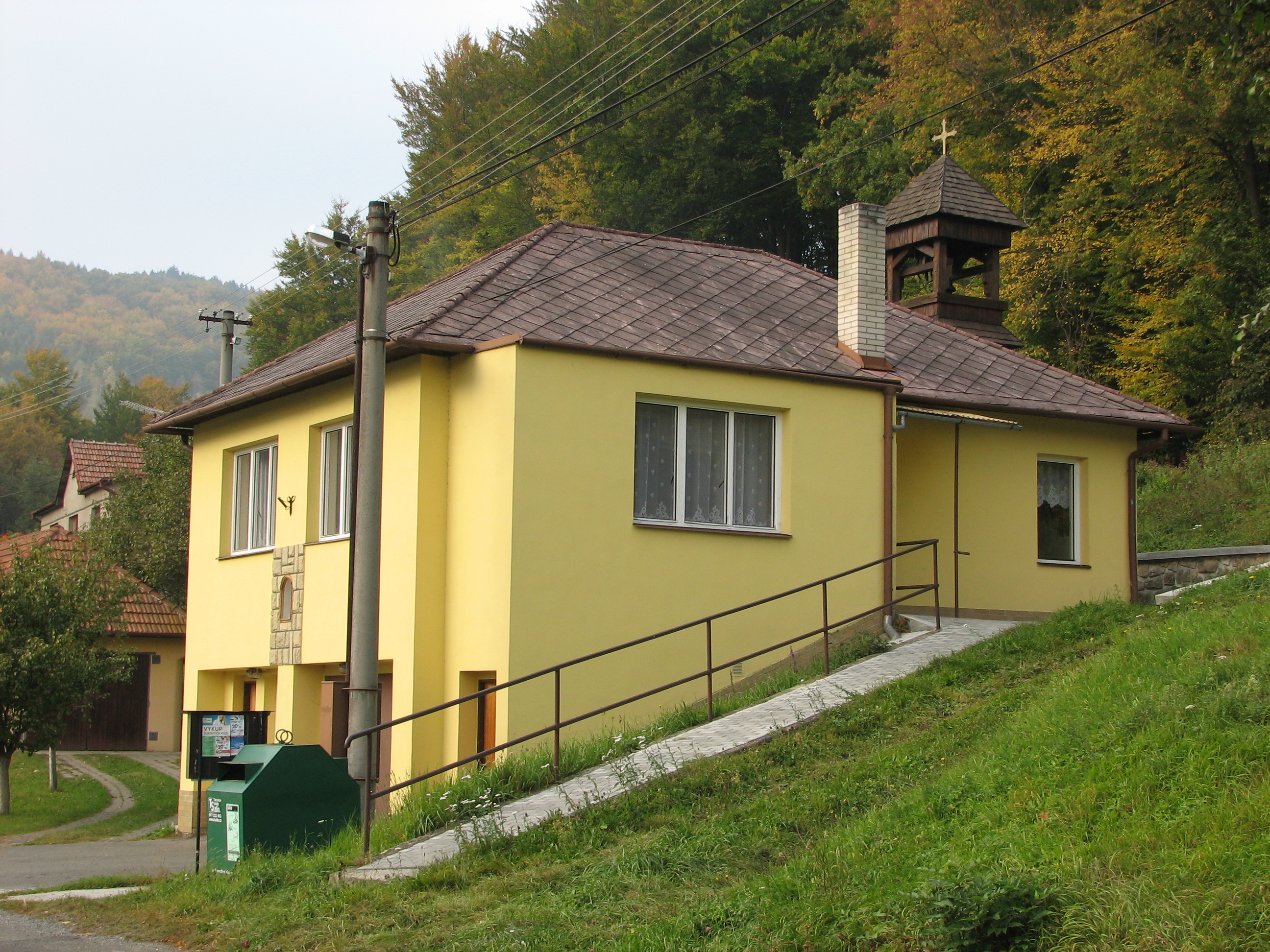
Hasičská zbrojnice se zvoničkou
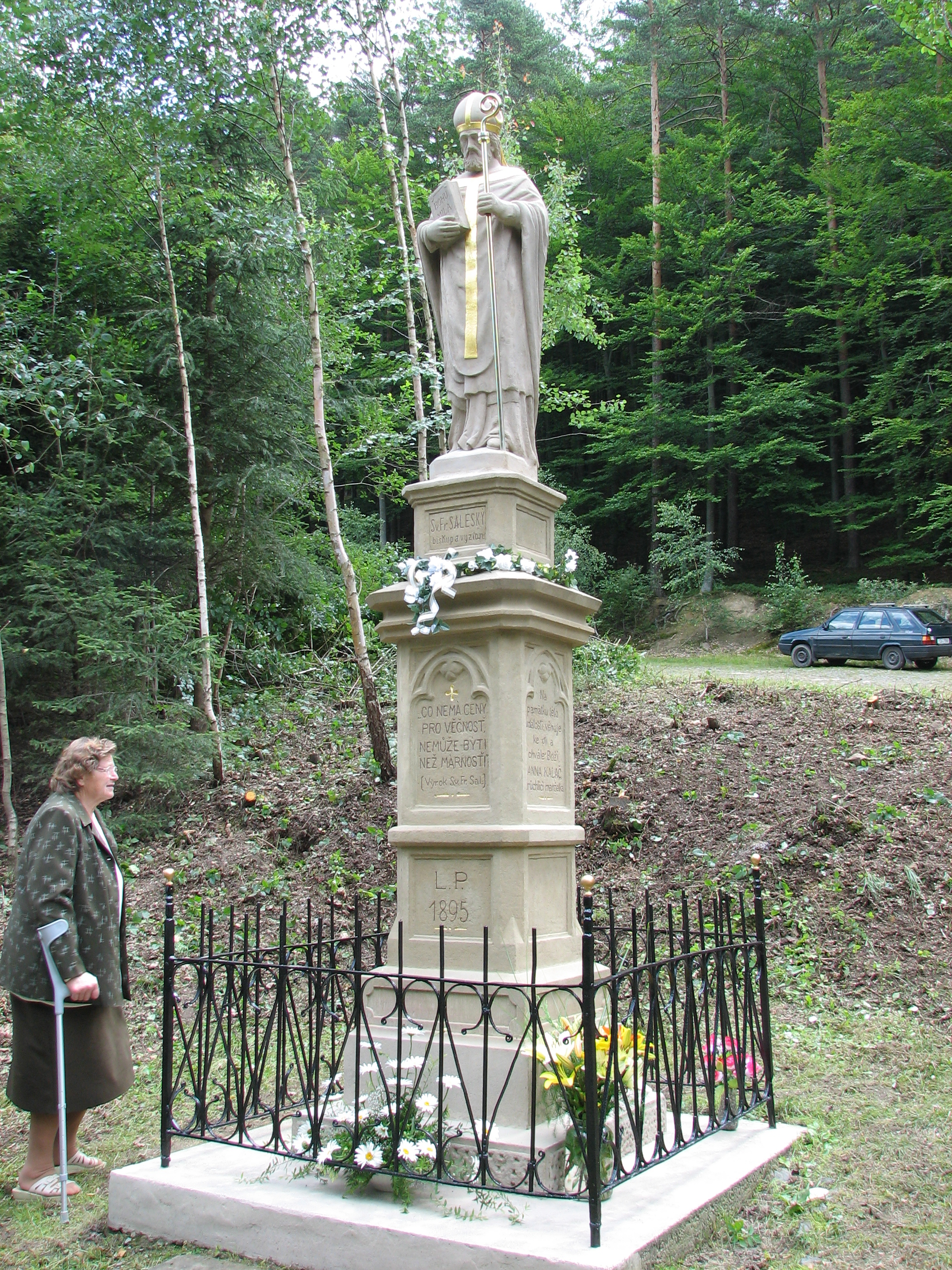
Socha sv. Františka Saleského 1 km severně od Pradliska
Budova pálenice (v provozu do roku 1977)
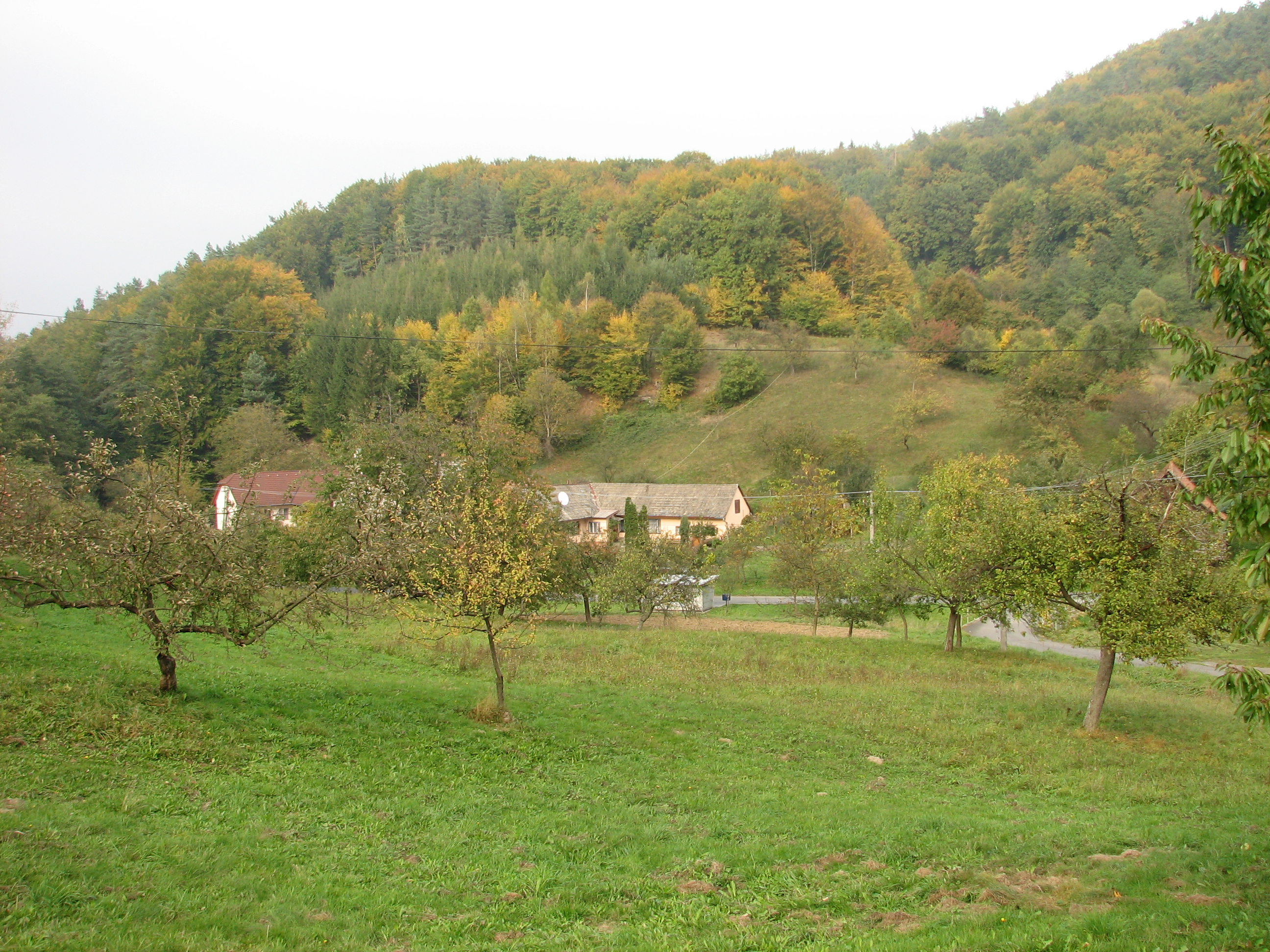
Pradlisko, horní konec
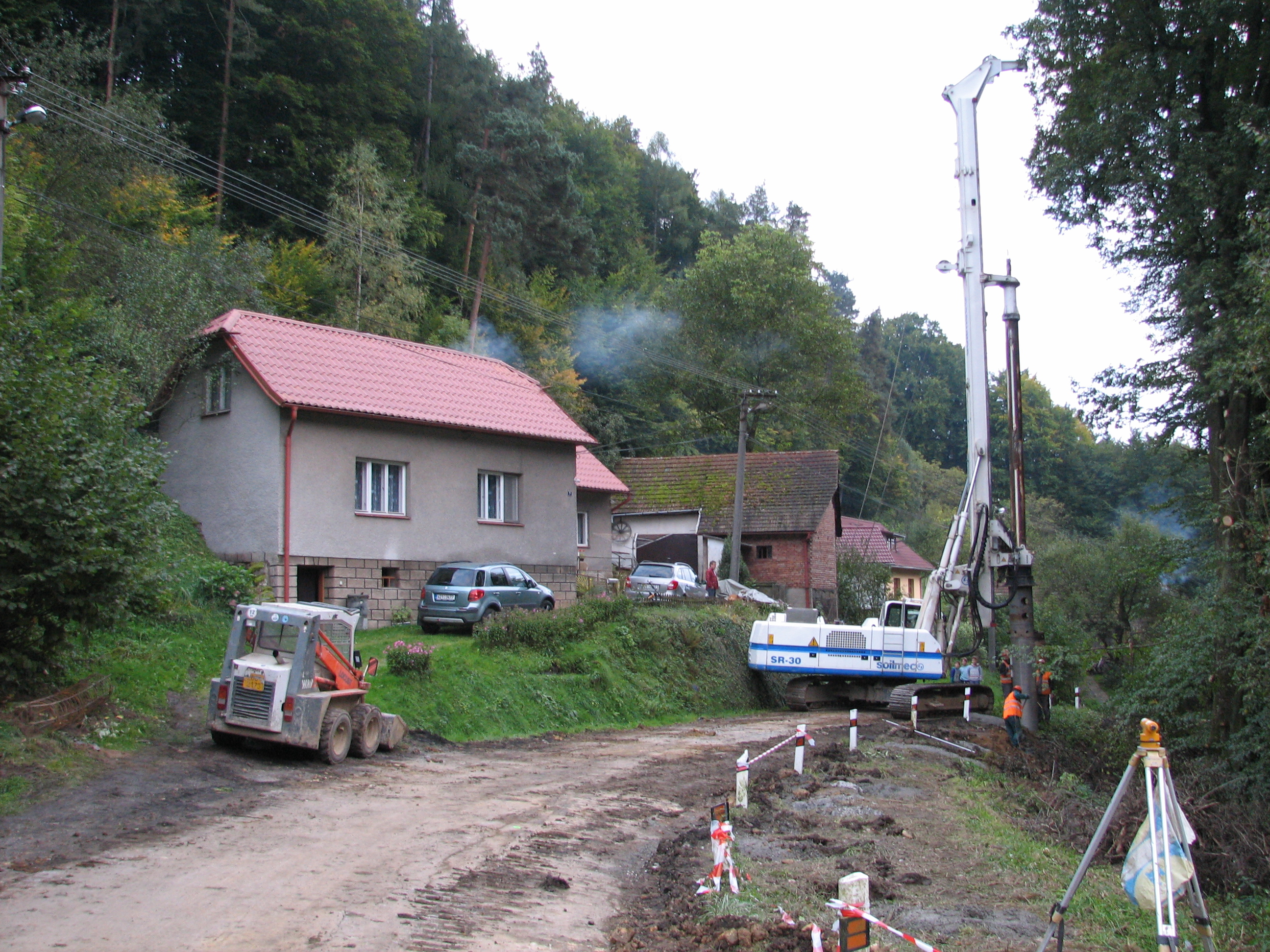
Pradlisko – oprava silnice (říjen 2010)
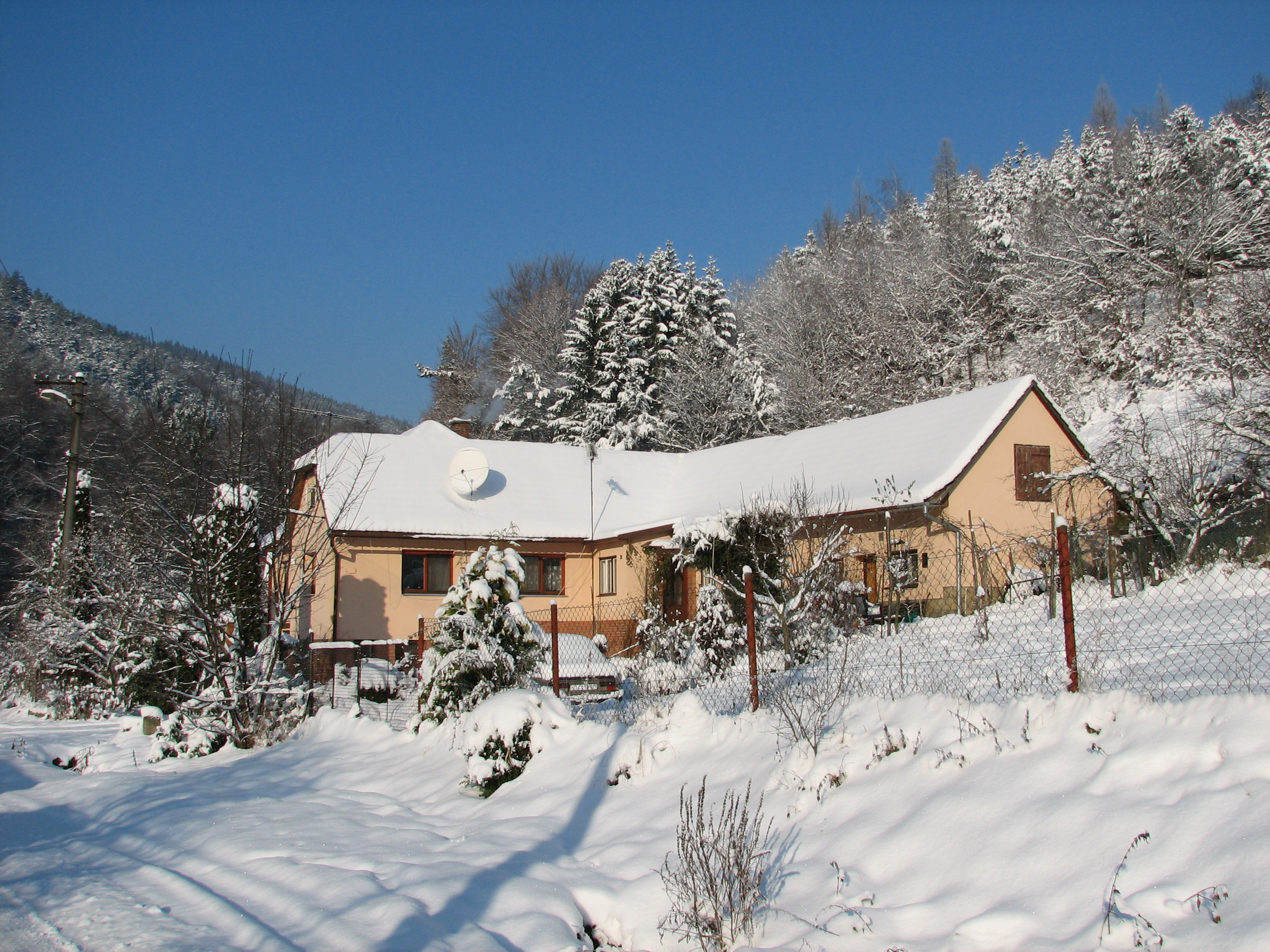
Pradlisko, dům čp. 3
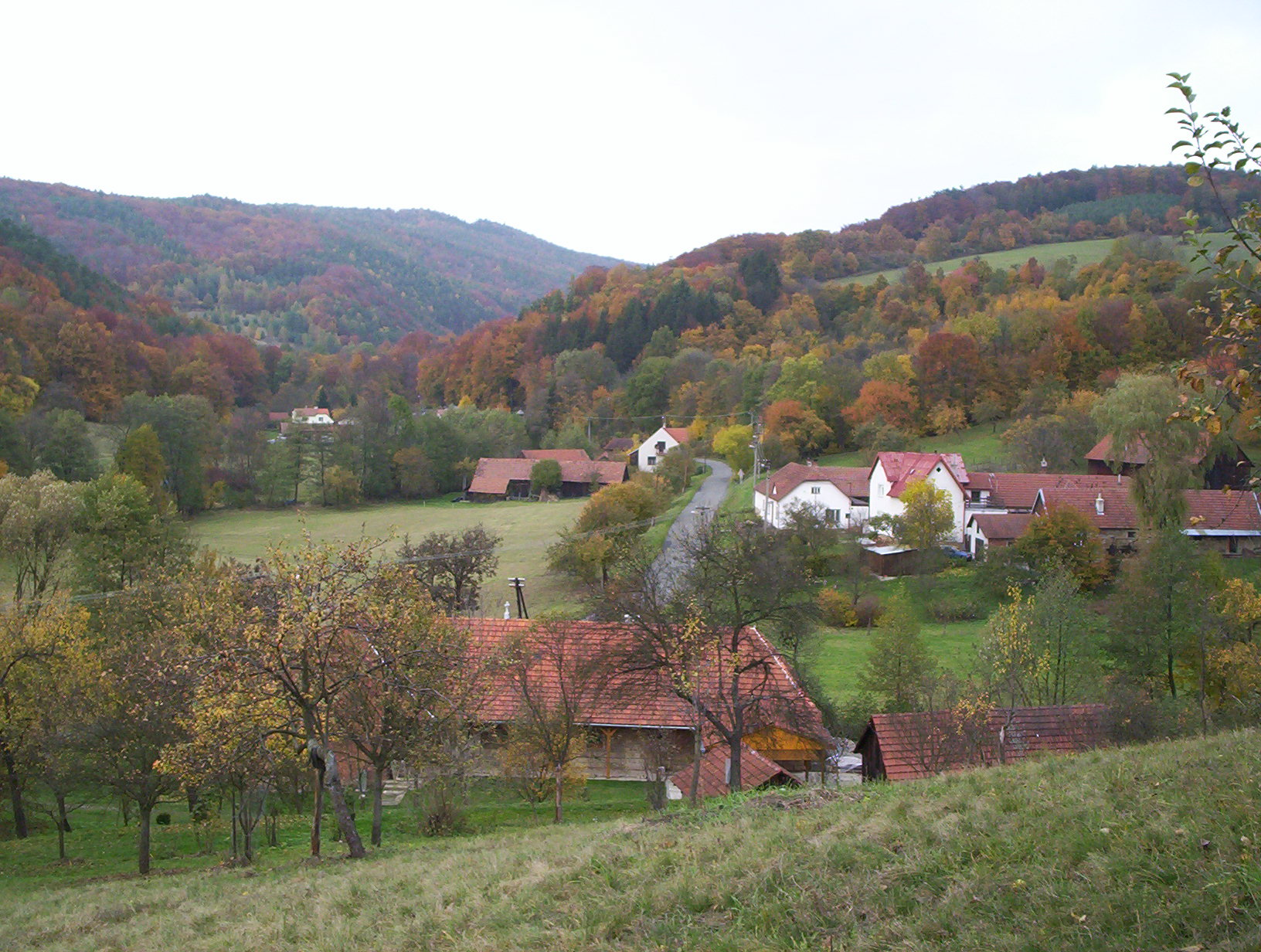
Střední část obce (2004)
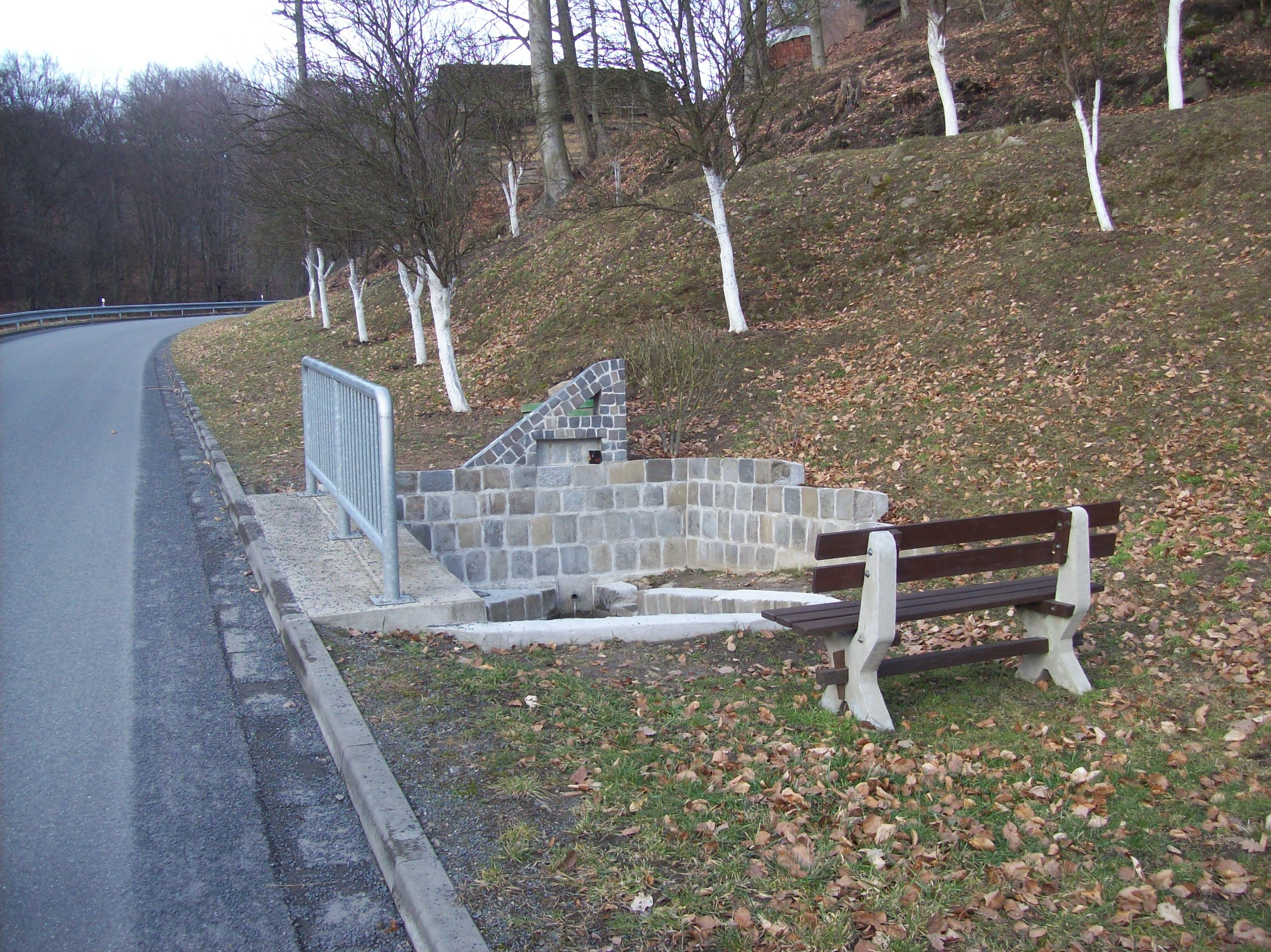
Sirný minerální pramen v Pradlisku (2016)
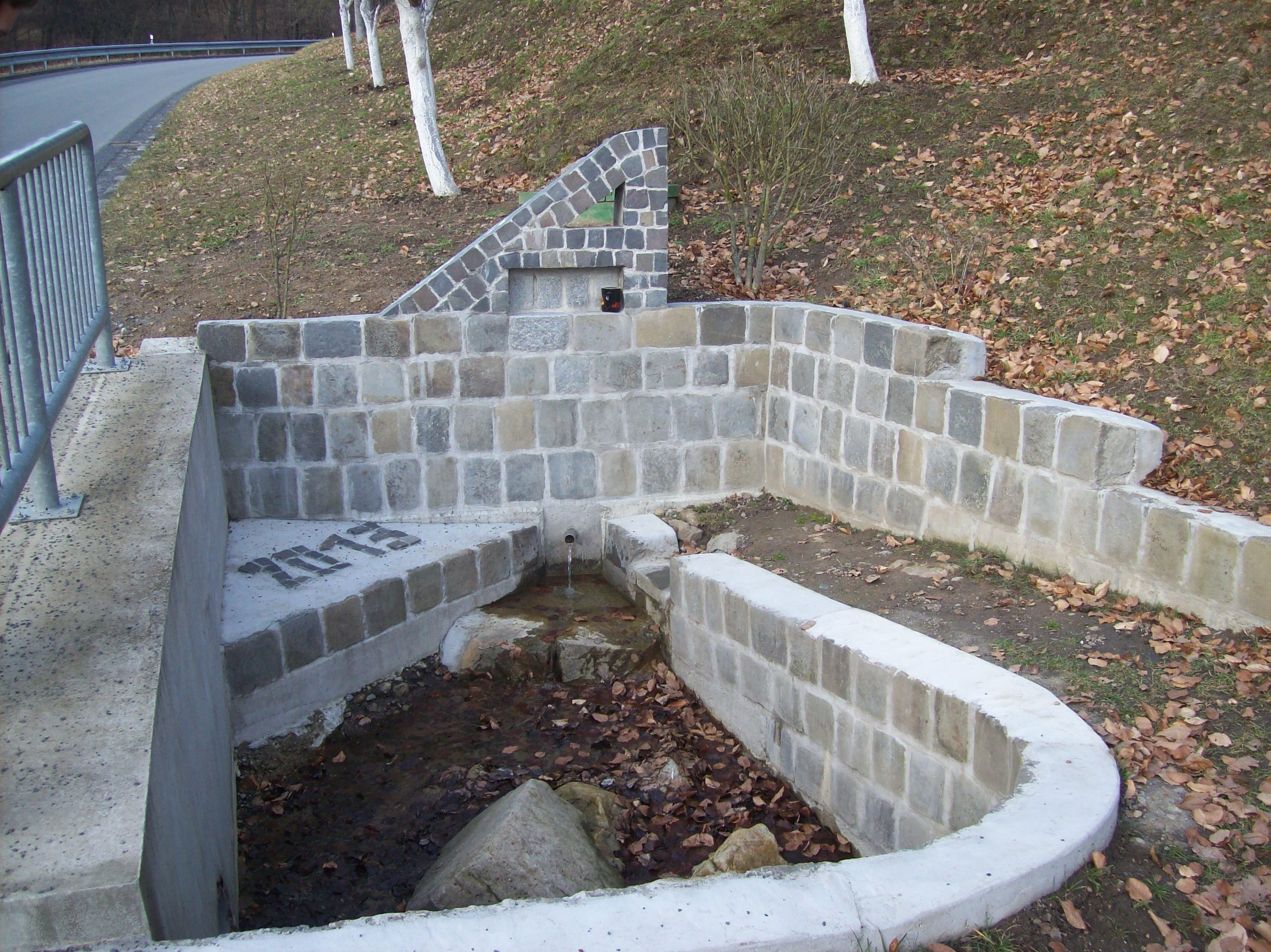
Detail sirného pramene (2016)
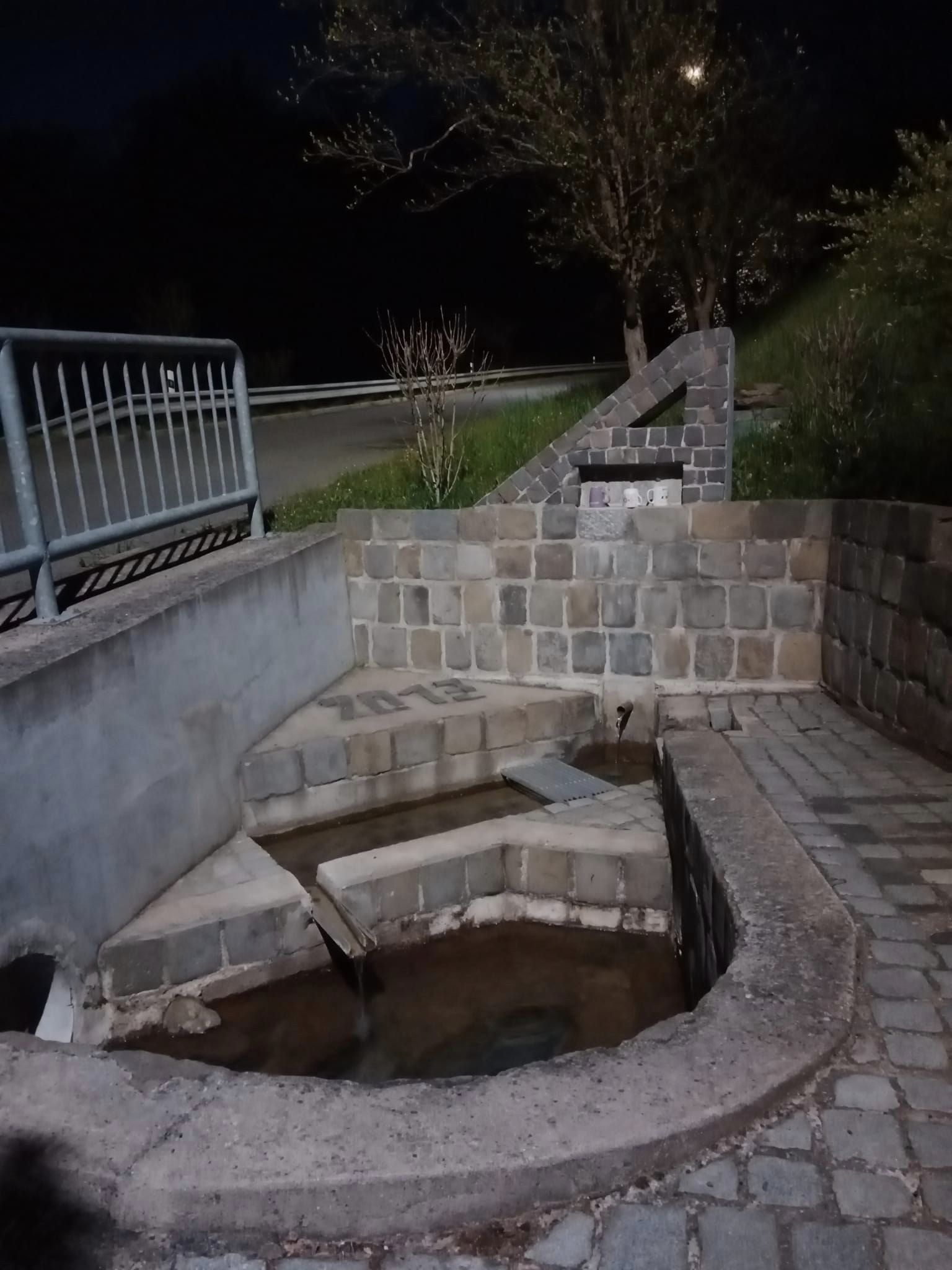
Pradlisko - sirný pramen večer - duben 2023